# Olk
Olk (luxemburgisch Olek) ist nach Ralingen und Wintersdorf der drittgrößte Ortsteil der Ortsgemeinde Ralingen im Landkreis Trier-Saarburg in Rheinland-Pfalz.
Der Name Olk leitet sich vermutlich aus der keltischen Bezeichnung für Weinberg ab. Diese ist 1023 als „Ulca“ überliefert und beinhaltet die Bedeutung eines umgrenzten fruchtbaren Ackers.

## Lage und Verkehr
Olk liegt nahe der B 51 zwischen Bitburg und Trier in den südlichen Ausläufen der Eifel umgeben von den Nachbargemeinden Welschbillig, Newel und Trierweiler. Der Ort liegt ca. 350 m ü. NHN oberhalb der Sauer, welche die Grenze zum Großherzogtum Luxemburg bildet.
Seit dem 21. Mai 1952 ist Olk an das öffentliche Verkehrsnetz angeschlossen. Heute wird der Ort von Bussen der Moselbahn angefahren, welche Mitglied im Verkehrsverbund Region Trier (vrt) ist.

## Geschichte

### Alt- und Jungsteinzeit
Die Siedlungsgeschichte von Olk beginnt vor ca. 36.000 Jahren. In einigen Gebieten fand man grob geschlagene Quarzit- und Quarzgeräte die auf Altsteinzeitmenschen deuten, auch Werkzeuge aus Feuerstein sind gefunden worden. Meist wurden Schaber, Klingen, Schlaggeräte und Faustkeile ausgegraben. Sie wurden in der Nähe von Wasservorkommen entdeckt und lassen vermuten, dass dies Rast- und Werkplätze der nicht sesshaften und ausschließlich von der Jagd lebenden Bevölkerung waren.
Erst in der Jungsteinzeit (ca. 3. bis 4. Jahrtausend v. Chr.) begann eine ständige Besiedlung des Olker Raumes. Das Klima wurde wärmer, die Menschen bauten Häuser und betrieben Ackerbau und Viehzucht. Die einzigen Andeutungen dafür sind aber lediglich Steinbeile aus dieser Zeit. Häuserreste oder ähnliches sind nicht entdeckt worden.

### Bronze- und Eisenzeit
Ein großes Grabhügelfeld am Brandenbüsch lässt vermuten, dass zu Beginn der Eisenzeit (ca. 800 v. Chr.) Menschen in der Umgebung von Olk gewohnt haben. Bisher sind zwar keine Überreste von Häusern oder Hütten gefunden worden, jedoch lassen Tongefäßreste aus dieser Zeit auf die Ansiedlung von Menschen schließen.

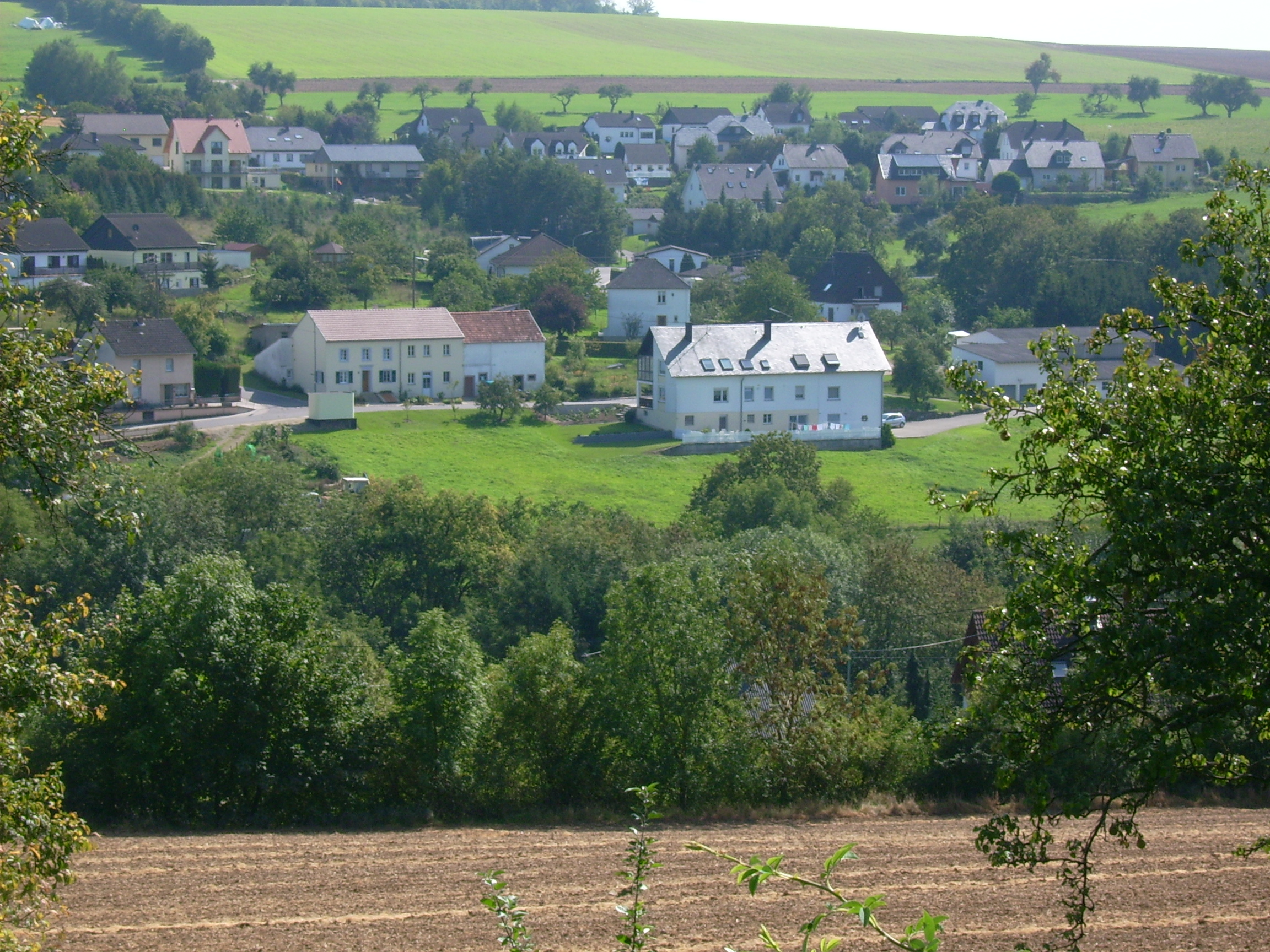
Olk

### Römerzeit
Zur Zeit der Römer lebte die Bevölkerung auf verstreuten Einzelhöfen. Im 19. Jahrhundert entdeckte Trümmerreste, Mauern, Dachziegel und zahlreiche Topfscherben sind Beweise für die Ansiedlung von Menschen. Die nahegelegene Römerstraße Trier–Köln (Augusta Treverorum – Colonia Agrippina) förderte Handel und Verkehr. Es gibt allerdings keine Anzeichen auf eine Dorfsiedlung.

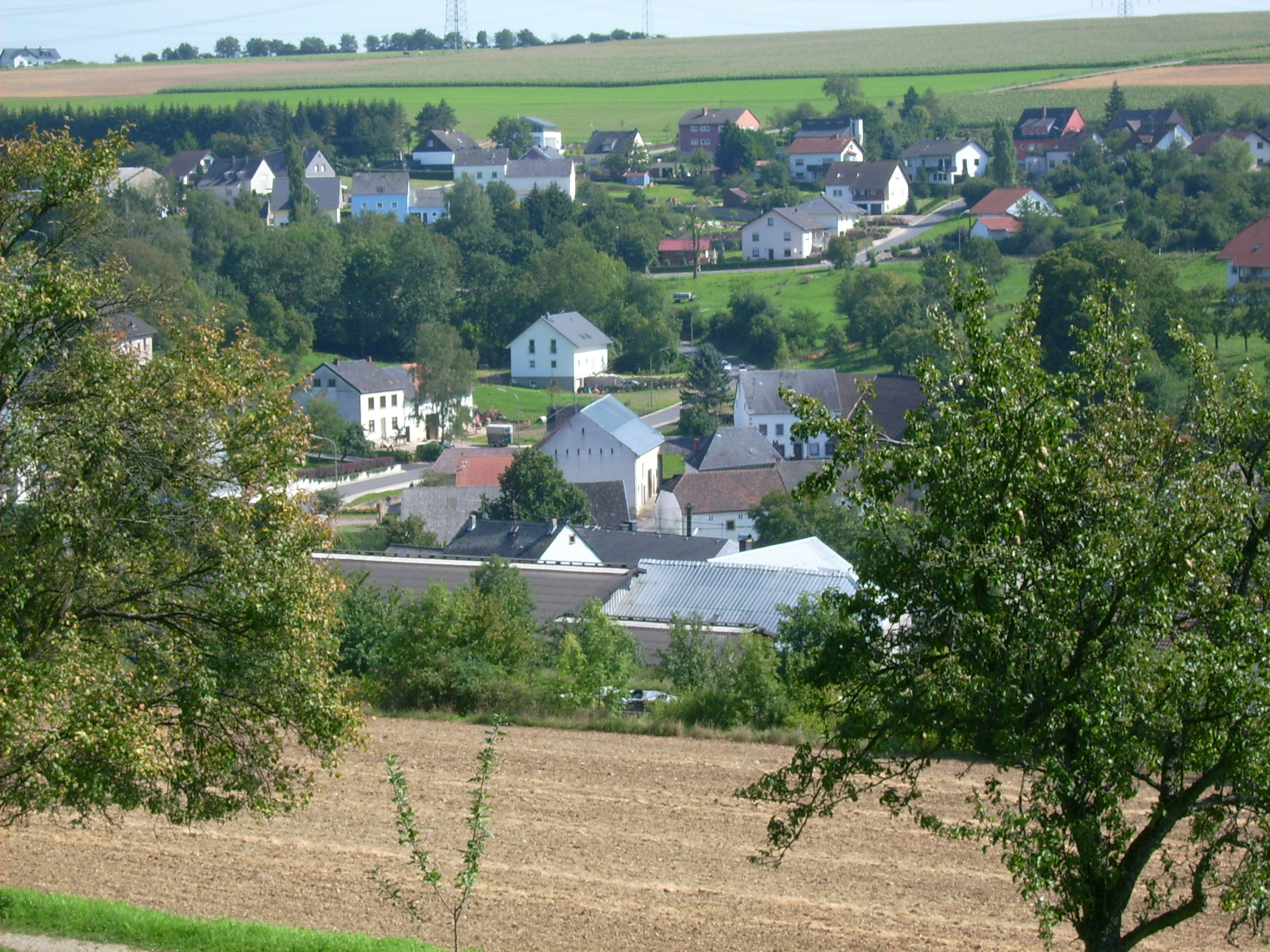
Olk

### Mittelalter
Im Jahre 1023 wurde Olk das erste Mal urkundlich erwähnt, damals noch unter dem Namen Ulca. Olk war ein – von Kaiser Heinrich II. bestimmter – Grenzpunkt eines Waldgebiets, in dem ausschließlich der Erzbischof von Trier das Jagdrecht hatte. Zu Anfang des 13. Jahrhunderts besaß die Abtei St. Maximin 10 Hofstätten mit Ackerland in Olk, die dem allgemeinen Nutzen der Bevölkerung dienten und von bäuerlichen Familien bewirtschaftet wurden.

### Nationalsozialismus
Nach der Machtübernahme Adolf Hitlers am 30. Januar 1933 begann ein systematischer Aufbau der Hitlerjugend und des Jungvolks in Olk. Durch starke Propaganda erreichte es die NSDAP bis 1935 nahezu alle Jugendlichen der Umgebung auf ihre Seite zu ziehen. Bis 1938 gelang es den Nationalsozialisten auch fast alle erwachsenen Bürger auf ihre Seite zu ziehen. Während des Zweiten Weltkriegs wurden die Bewohner von Olk zweimal evakuiert: das erste Mal im Jahre 1939 und das zweite Mal gegen Ende des Kriegs als die Alliierten sich den Grenzen des Deutschen Reichs näherten. Am 1. März 1945 zogen die Amerikaner in Olk ein, der Krieg war beendet, die Schäden des Krieges, die vor allem durch Fliegerangriffe entstanden sind, groß. In unmittelbarer Nähe der Gemeinde wurden acht Bunker errichtet. 38 Dorfbewohner wurden zum Kriegsdienst verpflichtet, von ihnen sind sieben gefallen, vier blieben vermisst.

### Nachkriegszeit
Am 3. März 1945 wurde Johann Knebel von den Amerikanern zum ersten Ortsbürgermeister der Nachkriegszeit bestimmt. Im Jahre 1946 wurde mit dem Abbau von Gipsgestein in der Nähe von Ralingen an der Landesstraße 42 begonnen. Die Gipsgrube bot Arbeitsplätze für viele Olker Dorfbewohner. Sie war nach dem Zweiten Weltkrieg lange Zeit eine der wenigen Arbeitsstellen in der Umgebung.
In den Jahren 1971–73 wurde ein leerstehendes Bauernhaus zum Gemeindehaus umfunktioniert, es enthielt einen großen Gemeindesaal und beherbergte die Freiwillige Feuerwehr. Im Jahre 1998 ist die Freiwillige Feuerwehr in ein eigens für sie gebautes Haus umgezogen. Es wurde mit Hilfe der Dorfbewohner errichtet; das Geld für das Material wurde gespendet.
Am 17. März 1974 wurde Olk in die Gemeinde Ralingen eingegliedert.

## St. Clemens

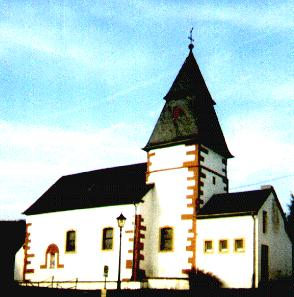
Kapelle St. Clemens

## Politik

### Ortsbezirk
Olk ist gemäß Hauptsatzung einer von sechs Ortsbezirken der Ortsgemeinde Ralingen. Der Ortsbezirk umfasst das Gebiet der früheren Gemeinde. Die Interessen des Ortsbezirks werden durch einen Ortsbeirat und durch eine Ortsvorsteherin vertreten.

### Ortsbeirat
Bei den Ortsbeiratswahlen am 7. Juni 2009 erhielt die CDU 25,9 % der Stimmen (1 Sitz). Die Wählergruppe Olk erhielt 74,1 % (4 Sitze). Weitere Parteien sind nicht angetreten. Die Wahlbeteiligung lag bei 65,2 %.
Bei den Ortsbeiratswahlen am 25. Mai 2014 erhielt die CDU 27,8 % der Stimmen (1 Sitz). Die Wählergruppe Olk erhielt 72,2 % (4 Sitze). Weitere Parteien sind nicht angetreten. Die Wahlbeteiligung lag bei 54,0 %.
Bei den Ortsbeiratswahlen am 26. Mai 2019 erhielt die CDU 23,6 % der Stimmen (1 Sitz). Die Wählergruppe Olk erhielt 76,4 % (4 Sitze). Weitere Parteien sind nicht angetreten. Die Wahlbeteiligung lag bei 63,8 %.
Die Ortsbeiratswahlen am 9. Juni 2024 wurden als Mehrheitswahl durchgeführt, da nur die Wählergruppe Olk eine Vorschlagsliste eingereicht hatte. Sie erhielt 99,9 % der Stimmen und alle fünf Sitze. Die Wahlbeteiligung lag bei 66,0 %.

### Ortsbürgermeister / Ortsvorsteher
- 1946–1952 Johann Knebel
- 1952–1956 Peter Nikolai
- 1956–1969 Peter Bisenius
- 1969–1974 Johann Bernhard May

Seit 1974 gehört Olk zur Ortsgemeinde Ralingen. Johann Bernhard May, der bis 1974 das Amt des Ortsbürgermeisters innehatte, wurde zum Ortsvorsteher gewählt. Bei den Kommunalwahlen vom 7. Juni 2009 trat May nicht mehr an. Um das Amt bewarben sich Maria Koller-Corban (Wählergemeinschaft Olk; Mitglied der Grünen) und Uwe Jaquemod (CDU). Koller-Corban wurde mit 78,6 % der Stimmen gewählt. Bei den Kommunalwahlen am 25. Mai 2014 wurde Renate Schneider (WG Olk) mit 76,8 % zur neuen Ortsvorsteherin gewählt. Sie trat ohne Gegenkandidat an. 2019 wurde sie mit 87 % der Stimmen im Amt bestätigt. Bei der Direktwahl am 9. Juni 2024 wurde Marco Achten (WG Olk) als einziger Bewerber mit 90,5 % zu ihrem Nachfolger gewählt. Er trat sein Amt am 5. September 2024 an.